# مقبرة 36
المقبرة رقم 36 و المعروفة علمياً بالرمز KV36 تقع في وادي الملوك في مصر،بها موقع دفن النبيل ماحربري من الأسرة الثامنة عشرة.
اكتشفها فيكتور لوريت في 30 مارس 1899 خلال فترة عمله الثانية في وادي الملوك، ووجدها في حالة جيدة لم تمس بصورة كبيرة، ولكن بسبب عدم نشره عنها لفترة طويلة، فإنها غير معروفة كسائر مدافن الوادي الأخرى نُقلت جميع الأشياء التي عُثرعليها للمتحف المصري في القاهرة حيث نُشر عنها في الكتالوج العام (واختصارها: CG). كان المرجع الوحيد لطريقة ترتيب الأشياء في غرفة الدفن مقالة قصيرة نشرها شفاينفورث.  حيث كان قد زار المقبرة قبل نقل محتوياتها إلى القاهرة بفترة وجيزة. ومع ذلك بعد العثور مؤخرًا على دفاتر لوريت ونشرها، توفرت قائمة تفصيلية بالوصف للأشياء التي عُثر ليها وطريقة ترتيبها في غرفة المقبرة.
مكان دفن ماحربري هو قبر صغير في ممر رأسي مع غرفة في الأسفل على جانبه الغربي. كانت غرفة الدفن غير مزخرفة، كما هو الحال مع جميع غرف الدفن لغير أعضاء الأسرة الملكية في وادي الملوك. يبلغ طولها 3.90 م وعرضها 4.10 م.  لا يُعرف الكثير عن ماحربري لأنه غير مذكور في أماكن أخرى خارج مقبرته.   يظهر له لقبان فقط: طفل الحضانة وحامل المروحة على يمين الملك. أظهرت المومياء أنه كان شابًا عندما مات.
وُضِعَ ماحربري في مجموعة من ثلاثة توابيت. الخارجي مستطيل الشكل، مطلي باللون الأسود مع نقوش وزخرفة مذهبة. يعتبر كضريح أكثر منه كتابوت.   يوجد بداخله تابوتان على شكل انسان أيضًا باللون الأسود بزخرفة مذهبة.   يوجد تابوت ثالت على شكل انسان بجوارهذه المجموعة وغطاءه بجوار الصندوق. سبب هذا بعض الارتباك والنقاش بين علماء المصريات. يبدو أن التابوت الإضافي كان يفترض أن يكون الأخير بالداخل، ولكنه كان في الواقع أكبر من أن يدخل في مجموعة التوابيت، لذا تُرِكَ بجوار الصندوق بلا استخدام.وضع مماثل اُكتشف في غرفة دفن توت عنخ آمون ، حيث كان تابوته الثاني كبيرًا لحد ما بالنسبة للتابوت الخارجي. وهناك قاموا بتقصير التابوت مباشرة في حجرة الدفن، بينما في مقبرة ماحربري أحضروا تابوت جديد.
زينت مومياء ماحربري بقناع. في نهاية التابوت المستطيل، على الجانب الشرقي وُضع صندوقه الكانوبي وبداخله الأواني الكانوبية الأربعة. بجانبه كان هناك كتاب موتى ماحربري ووجدت عدة صناديق مع قطع لحم محنطة. على رأس التوابيت عُثر على عديد من الأواني الفخارية. ومن الأشياء الأخرى في هذا القبر مزهريات حجرية، ولعبة سينيت، ووعاء من الخزف المزخرف المطلي بعناية، جعبة، مزهرية زجاجية وسرير جنائزي مع شكل أوزوريس محاطة بالقمح.

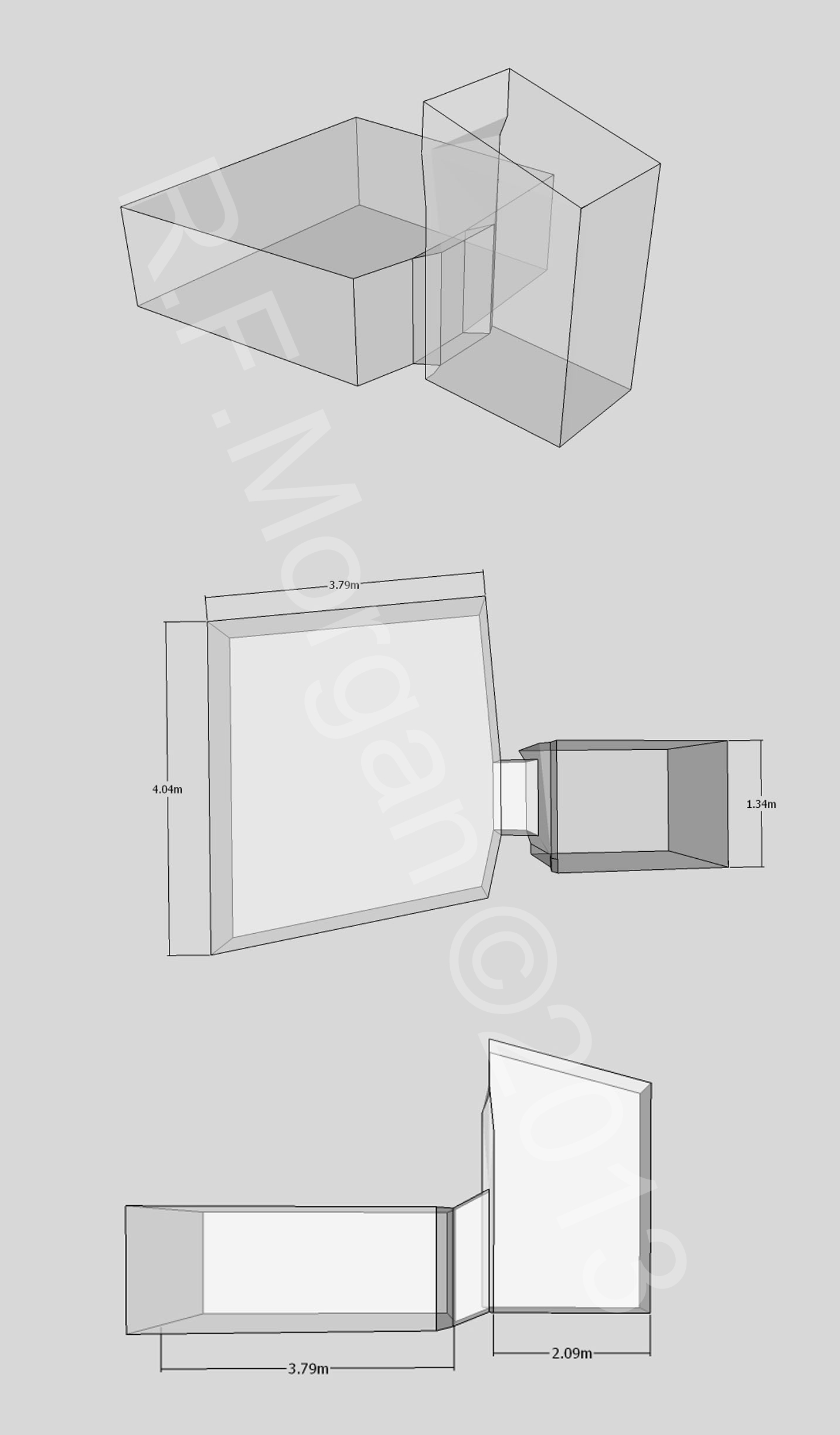
صور اسقاط متساوي القياس وخريطة وارتفاع "مقبرة 36" مأخوذة من نموذج ثلاثي الأبعاد

## للمزيد
- Christian Orsenigo: La tomba di Maiherperi (KV 36). In: La Valle dei Re Riscoperta, I giornali di scavo Vitor Loret (1898-1899) e altri inediti. Mailand 2004, pp. 214–221, 271–281 (with English translation by Stephen Quirke)
- Reeves, N & Wilkinson, R.H. The Complete Valley of the Kings, 1996, Thames and Hudson, London.
- Siliotti, A. Guide to the Valley of the Kings and to the Theban Necropolises and Temples, 1996, A.A. Gaddis, Cairo.
- Rice، Michael (1999). Who's Who in Ancient Egypt. Routledge.

## روابط خارجية
- مشروع رسم خرائط طيبة: مقبرة 36 - يتضمن خرائط تفصيلية لمعظم المقابر.